# Независима държава Македония
 Тази статия е за неосъществения проект.  За съвременната държава, известна преди 2019 година под името „Република Македония“, вижте Северна Македония.  
Независима държава Македония (НДМ) е неосъществен проект за създаване на марионетна прогерманска държава в Македония в края на Втората световна война.

## Предистория
Във връзка с усложенената ситуация на фронта, капитулацията на Италия и все по-неясната позиция на България, през лятото на 1943 г. Гестапо обръща внимание на Хитлер върху предимствата за Германия от създаването на една независима Македония. Такова държавно образувание би дължало своето съществуване изключително на Германия, а това би означавало трайна връзка и признателност. Така Македония би се превърнала в благонадежден преден пост на Германия на Балканите и с него тя би си осигурила нов сателит с излаз на Егейско море, както и резервен вариант при промяна на политиката на България спрямо Райха. Така в началото на август 1943 г. инкогнито Иван Михайлов замина от Загреб за Германия, като посещава Главната квартира за сигурност на Райха. Там се обсъжда идеята за организирането на Македония като отделна автономна държава. Михайлов разговаря с Химлер и други висши германски ръководители. От тях той получава конкретни инструкции да създаде 3 батальона от доброволци, въоръжени с немско оръжие и муниции за действие в Западна Македония. Такива разговори се водят и в София между представители на ВМРО и германски високопоставени лица. Българското правителство също е известено.
При последвалата среща между Цар Борис III и Хитлер в средата на август, фюрерът изразява мнение, че трябва да се създаде „Велика автономна Македония“ от Лесковац до Елбасан и Воден, която ще има определени автономни права в Българското царство, нещо като Чешкия протекторат в Третия райх. Борис изразява съгласие с това и подчертава, че „Ванче Михайлов ще стане мъдър държавник“. За съществуването на подобни идеи пише и Владимир Жидовец. С него царят споделя след завръщането си в София след срещата си с Хитлер, че желае да привлече отново в политиката Иван Михайлов. Пред хърватския дипломат е обрисуван план за сътрудничество с Михайлов на база на присъединяването на цяла Западна Македония и Централна Македония от дотогавашната Италианска окупационна зона в Гърция към България. Според Жидовец царят вярвал, че разгрома на Италия дава възможност за това при осигуряване поддръжката на ВМРО. Смъртта на българския монарх прекъсва развитието на тази инициатива.

## Опит за създаване
Събитията една година по-късно се развиват мълниеносно. През лятото на 1944 г. вътрешния министър Александър Станишев предлага на Райха да обяви независима Македония начело с Ив. Михайлов и под защитата на Вермахта. Държавният секретар на Германия Щеенграхт фон Мойланд също прави подобно предложение пред своето правителство. Така тази идея е одобрена в Берлин. В края на август Станишев влиза в нерегламентирана връзка с македонски дейци, като обсъжда идеята да се провъзгласи независима Македония, като в нея да останат 2 български дивизии, докато се организира местна войска. По същото време генерал Кочо Стоянов, командващ 5-а армия в Скопие се връща инкогнито в София. Целта е да се организира военен преврат, който да задържи страната в орбитата на Германия, като се запази Македония. Заговорът на Стоянов е разкрит и той арестуван по заповед на военния министър. В началото на септември Адолф Хитлер става наясно, че не може да разчита на България. Той се свързва с Иван Михайлов, който по онова време е в Независимата хърватска държава с надеждата, че последният ще може да му окаже подкрепа в Македония, където българските войски вече започват да се прегрупират за да се изтеглят.
Михайлов посещава на 3 и 4 септември София и след проведени консултации отпътува за Скопие. Там той престоява на 5 и 6 септември и прави сондажи сред бившите структури на ВМРО. Той се убеждава, че му липсва достатъчно подкрепа, а комунистическите партизани на Тито са във възход. Михайлов осъзнава, че Германия губи войната, а България е пред окупация от СССР. Той заявява на германците, че вече е късно и с цел избягване на излишни кръвопролития се отказва. Веднага след това германците опитват да вербуват за тази идея Христо Татарчев, но и той им отказва.
Независимо от това, според някои източници на 8 септември националисти от ВМРО обявяват независимост. В периода на безвластие, започнал от началото на септември и продължил до началото на ноември, служителите от старата българска администрация, повечето от които са и бивши членове на ММТРО и БАК, като Стефан Стефанов, Васил Хаджикимов, Димитър Чкатров, Спиро Китанчев и Димитър Гюзелев продължават да изпълняват функциите си. Изтеглящите се от бившето Кралство Гърция части на Вермахта, оказват логистична подкрепа на тази администрация и я използват за своите нужди. В резултат самопровъзгласилата се държава е оставена „на произвола на съдбата“ след оттеглянето на германските войски. Все пак до оттеглянето на германците в средата на ноември, на фона на настъплението на новосформираната БНА, югославските партизани не могат да установят пряк контрол върху цялата територия на областта.
По това време Македония се превръща в арена на противопоставяне между местния латентен македонизъм, прокламиран от сподвижниците на Иван Михайлов от ВМРО, като проява на специфичен български патриотизъм от една страна, коминтерновския македонизъм на ВМРО (об.), деклариран от новите отечественофронтовски власти в София, както и на новия българофобски югомакедонизъм, пропагандиран от Титовите партизани и намиращ се в основите на македонската национална идентичност днес.